# Balby with Hexthorpe

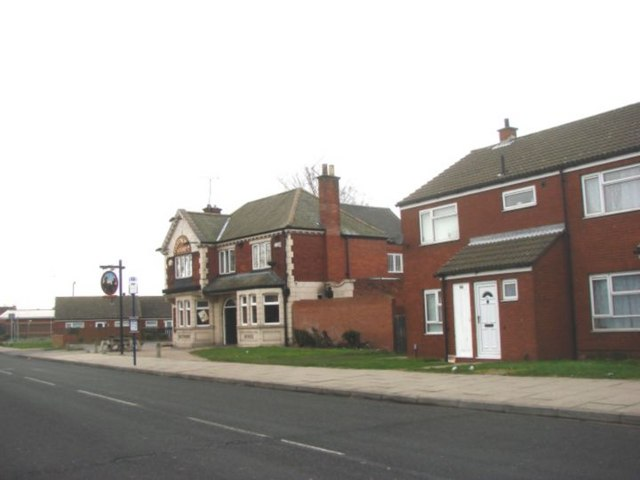
Hexthorpe

Balby with Hexthorpe var en civil parish från 1866 till 1914 då den blev en del av Doncaster, i grevskapet West Riding of Yorkshire (nu South Yorkshire), i England. Denna civil parish hade 11 570 invånare år 1911. Balby with Hexthorpe var ett distrikt från 1895 till 1914 då den blev en del av Doncaster.